# Ant-Man and the Wasp: Quantumania
Ant-Man and the Wasp: Quantumania is een Amerikaanse superheldenfilm uit 2023, geregisseerd door Peyton Reed en geschreven door Jeff Loveness. De film is gebaseerd op de personages Ant-Man (Scott Lang) en The Wasp (Hope van Dyne) uit de Marvel Comics. De film werd geproduceerd door Marvel Studios en gedistribueerd door Walt Disney Studios Motion Pictures. 
Ant-Man and the Wasp: Quantumania is de 31e film in het Marvel Cinematic Universe en het vervolg op Ant-Man and the Wasp (2018). De cast bestaat uit onder anderen Paul Rudd, Evangeline Lilly, Jonathan Majors, Michelle Pfeiffer, Michael Douglas, Kathryn Newton, David Dastmalchian, William Jackson Harper, Katy O'Brian en Bill Murray.

## Verhaal

### Proloog
Sinds zijn bijdrage aan het verslaan van Thanos brengt Scott Lang zijn dagen door met het promoten van zijn autobiografie en het genieten van zijn roem. Dit tot teleurstelling van zijn inmiddels tienerdochter Cassie. Zij zet zich als activiste in voor dakloos geraakte mensen en vindt dat haar vader iets goeds moet doen met zijn speciale vermogens. Samen met Hank Pym en Hope van Dyne heeft ze bovendien een apparaat ontwikkeld dat ze kan gebruiken als radar binnen de Quantum Realm. Hiermee kan ze mensen terugvinden als die daarin verzeild raken, zonder zelf af te hoeven reizen. Zo kan ze voorkomen dat iemand daar nog eens dertig jaar vast komt te zitten, zoals Janet van Dyne in het verleden. Wanneer Cassie uitlegt dat het apparaat een signaal de Quantum Realm in stuurt, schrikt Janet. Ze wil dat de machine meteen wordt uitgeschakeld, maar is te laat. Scott, Cassie, Hank, Janet en Hope worden de Quantum Realm ingezogen.

### Verhaal
Scott en Cassie komen terecht bij een gevarieerde groep bewoners van het kwantumrijk. Hope, Janet en Hank belanden ergens anders en gaan samen op zoek naar informatie. Ze ontmoeten zo Janets oude bekende Krylar. Hij legt uit dat Kang tegenwoordig met ijzeren hand de Quantum Realm regeert. Rebellenleider Jentora vertelt Scott intussen over de nietsontziende manier waarop Kang dat heeft veroverd. Ze worden daarna aangevallen door Kangs manschappen onder leiding van MODOK. Dit blijkt Pyms voormalige rivaal Darren Cross, die door Kang is omgebouwd tot zwaarbewapende cyborg. Het signaal dat Cassie de Quantum Realm in stuurde, was bij hem terechtgekomen.
Janet vertelt Hank en Hope het geheim dat ze voor zich hield nadat ze terugkeerde uit de Quantum Realm. Ze heeft Kang daar tijdens haar verblijf ontmoet toen hij er net was beland. Hij beloofde haar dat ze samen zouden ontsnappen als ze hem hielp om de multiversele krachtbron voor zijn voertuig te maken. Nadat dit lukte, kreeg ze per ongeluk een kijkje in zijn brein. Daarin zag ze hem werelden veroveren en tijdlijnen volledig uitroeien. Kang vertelde haar dat zijn 'varianten' hem naar de Quantum Realm - een plek buiten ruimte en tijd - hadden verbannen omdat hij hen te machtig werd. Janet besloot dat Kang niet mocht ontsnappen uit de Quantum Realm. Ze gebruikte daarom Pym Patricles om de krachtbron voor zijn voertuig zo groot te maken dat die onbruikbaar werd. Kang had niettemin wel genoeg van zijn vermogens terug om de Quantum Realm daarna volledig te veroveren.
Scott en Cassie worden opgesloten. Kang dwingt Scott vervolgens om de multiversele krachtbron voor zijn voertuig voor hem te halen en op bruikbare grootte bij hem te brengen. Scott verkleint zich en gaat het apparaat in. Hier komt hij terecht in een overweldigende massa mogelijke versies van zichzelf. Hope schiet hem te hulp, waarna ze samen de krachtbron bemachtigen. Kang keert zich tegen de twee. Hij neemt Janet gevangen en MODOK schiet Hanks voertuig uit de lucht. Scott en Hope zijn de onderliggende partij als ze het gevecht aangaan met Kang. Ze krijgen hulp wanneer Hank terugkeert. Zijn mieren zijn razendsnel geëvolueerd en op die manier hyperintelligent geworden in de Quantum Realm. Cassie bevrijdt Jentorra, die een opstand van de rebellen tegen Kang aanvoert. Cassie overtuigt ook Darren ervan om hun kant te kiezen. Samen met de mieren overlopen ze Kang.
Janet gebruikt de krachtbron om een portaal te maken waardoor Hank, Hope, Cassie en zij naar huis terug kunnen keren. Kang verrast Scott en valt hem aan voor hij achter ze aan kan. Hope keert terug en helpt Scott om Kang en een aantal Pym Patricles de krachtbron in te gooien, die samen ontploffen. Cassie opent opnieuw het portaal, waarna Scott en Hope alsnog naar huis kunnen.

### Epiloog
Scott wandelt over straat wanneer hij zich zorgen begint te maken. Hij vraagt zich af of Kang echt verslagen is en of dat dan goed of slecht is; Kang vertelde hem immers dat hij moest ontsnappen, omdat er ánders verschrikkelijke dingen zouden gebeuren. Intussen komt elders een ontelbaar aantal Kang-varianten bij elkaar om de nederlaag van de Kang in de Quantum Real te bespreken en samen een plan van aanpak te maken. Loki en Mobius M. Mobius arriveren op hun beurt in 1893 om te kijken naar een andere Kang-variant, Victor Timely.

## Rolverdeling
| Acteur/Actrice                 | Personage                                                  | Notitie |
| ------------------------------ | ---------------------------------------------------------- | --- |
| Paul Rudd                      | Scott Lang / Ant-Man                                       | Een Avenger. Uitgekozen door Hank Pym om de tweede Ant-Man te worden, vader van Cassie Lang. Ook bekend als 'Giant Man' en 'Incredible Shrinking Convict' in de stripboeken. Lang redde de wereld door middel van tijdreizen via de Quantum Realm van totale vernieting van Thanos. Later schreef Lang onder andere een boek over zijn leven als een Avenger.                                                                                               |
| Evangeline Lilly               | Hope van Dyne / Wasp                                       | Een Avenger. Dochter van Hank Pym en Janet van Dyne, kreeg de Wasp uitrusting na haar moeder. De leider van de Pym van Dyne Foundation, waarbij ze strijd voor wereldwijde verandering. |
| Jonathan Majors                | Nathaniel Richards / Kang the Conqueror                    | Een tijdreiziger uit de toekomst. Een alternatieve versie van Kang the Conqueror maakte zijn debuut in de MCU in het eerste seizoen van de serie Loki als He Who Remains. Kang the Conqueror is de hoofdschurk van de film, en wil na zijn verbanning terugkeren in de normale wereld om tijdlijnen te veroveren. Andere versies van Nathaniel Richards, zoals Immortus, Rama-Tut, Scarlet Centurion en Victor Timely verschijnen in de post-credit scenes. |
| Jonathan Majors                | Nathaniel Richards / Immortus (post-credit scene)          | Een tijdreiziger uit de toekomst. Een alternatieve versie van Kang the Conqueror maakte zijn debuut in de MCU in het eerste seizoen van de serie Loki als He Who Remains. Kang the Conqueror is de hoofdschurk van de film, en wil na zijn verbanning terugkeren in de normale wereld om tijdlijnen te veroveren. Andere versies van Nathaniel Richards, zoals Immortus, Rama-Tut, Scarlet Centurion en Victor Timely verschijnen in de post-credit scenes. |
| Jonathan Majors                | Nathaniel Richards / Rama-Tut (post-credit scene)          | Een tijdreiziger uit de toekomst. Een alternatieve versie van Kang the Conqueror maakte zijn debuut in de MCU in het eerste seizoen van de serie Loki als He Who Remains. Kang the Conqueror is de hoofdschurk van de film, en wil na zijn verbanning terugkeren in de normale wereld om tijdlijnen te veroveren. Andere versies van Nathaniel Richards, zoals Immortus, Rama-Tut, Scarlet Centurion en Victor Timely verschijnen in de post-credit scenes. |
| Jonathan Majors                | Nathaniel Richards / Scarlet Centurion (post-credit scene) | Een tijdreiziger uit de toekomst. Een alternatieve versie van Kang the Conqueror maakte zijn debuut in de MCU in het eerste seizoen van de serie Loki als He Who Remains. Kang the Conqueror is de hoofdschurk van de film, en wil na zijn verbanning terugkeren in de normale wereld om tijdlijnen te veroveren. Andere versies van Nathaniel Richards, zoals Immortus, Rama-Tut, Scarlet Centurion en Victor Timely verschijnen in de post-credit scenes. |
| Jonathan Majors                | Nathaniel Richards / Victor Timely (post-credit scene)     | Een tijdreiziger uit de toekomst. Een alternatieve versie van Kang the Conqueror maakte zijn debuut in de MCU in het eerste seizoen van de serie Loki als He Who Remains. Kang the Conqueror is de hoofdschurk van de film, en wil na zijn verbanning terugkeren in de normale wereld om tijdlijnen te veroveren. Andere versies van Nathaniel Richards, zoals Immortus, Rama-Tut, Scarlet Centurion en Victor Timely verschijnen in de post-credit scenes. |
| Michelle Pfeiffer              | Janet van Dyne                                             | De vrouw van Hank Pym, moeder van Hope van Dyne en de originele Wasp. Overleefde dertig jaar in het Quantum Realm. |
| Michael Douglas                | Dr. Hank Pym                                               | De vader van Hope van Dyne, oud S.H.I.E.L.D.-medewerker en de originele Ant Man. Pym heeft een techniek ontwikkeld waarbij hij kan communiceren met de mieren, en deze kan gebruiken als hulpmiddel en wapen. |
| Kathryn Newton                 | Cassie Lang / Stature                                      | De dochter van Scott Lang. Cassie heeft tijdens de blip vijf jaar met haar vader moeten missen. Na de terugkomst van Scott werkte Cassie met Hank en Hope aan een onderzoek naar de Quantum Realm. Newton vervangt Emma Fuhrmann, die deze rol speelde in Avengers: Endgame en Abby Ryder Fortson, die deze rol speelde in Ant-Man and the Wasp en Ant-Man. Cassie staat in de comics bekend als Stature/Stinger en is onderdeel van de Young Avengers.     |
| Bill Murray                    | Lord Krylar                                                | De gouverneur van de Axia-gemeenschap in het Quantum Realm, en oude kennis van Janet van Dyne. |
| David Dastmalchian             | Veb (stem)                                                 | Een lid van de Freedom Fighters in de Quantum Realm. Veb is geobsedeerd door gaten. Veb is gebaseerd op het Marvel personage Bug, wat Marvel Studios niet mag gebruiken vanwege eigendomsrechten met Micronauts. De stem van Veb, David Dastmalchian, speelde eerder de rol van Kurt in de MCU-projecten Ant-Man, Ant-Man and the Wasp en What If...?. |
| William Jackson Harper         | Quaz                                                       | Een telepaat en lid van de Freedom Fighters in de Quantum Realm. |
| Katy O'Brian                   | Jentorra                                                   | Een krijgster en leider van de Freedom Fighters in het Quantum Realm die Kang uit hun land willen verdrijven. |
| Randall Park                   | Jimmy Woo                                                  | Een FBI-agent die in het verleden toezicht hield op Scott Langs huisarrest. Verscheen eerder in de film Ant-Man and the Wasp en de televisieprogramma WandaVision. |
| Corey Stoll                    | Darren Cross / M.O.D.O.K.                                  | De leerling van Hank Pym, die zijn bedrijf overnam waarna hij in een gevecht met Scott Lang als Yellowjacket in het Quantum Realm belandde. Hij werd door Kang omgebouwd tot Mental Organism, Designed Only for Killing. |
| Grahame Fox                    | Broccoli Man                                               | Een burger levend in het Quantum Realm. |
| Gregg Turkington               | Dale                                                       | De manager van Baskin-Robbins in San Francisco, verscheen eerder in Ant-Man waarin hij Scott Lang ontsloeg. |
| Ruben Rabasa                   | Ruben                                                      | De eigenaar van café Bridge Donuts. |
| James Cutler                   | Xolum                                                      | Een krachtig lid van de Freedom Fighters in de Quantum Realm. |
| Roger Craig Smith Matthew Wood | Quantumnaut (stem)                                         | De soldaten van Kang the Conqueror. |
| Tom Hiddleston                 | Loki Laufeyson (post-credit scene)                         | De god van het onheil. Deze Loki is een alternatieve versie, "time variant", van Loki die ontstond in een nieuwe tijdlijn tijdens de gebeurtenissen van Avengers: Endgame (2019) in 2012. |
| Owen Wilson                    | Mobius M. Mobius (post-credit scene)                       | Een agent van de TVA die is gespecialiseerd in onderzoeken naar bijzonder gevaarlijke tijdcriminelen. |

## Productie
In voorbereiding op de marketing voor de film Ant-Man and the Wasp: Quantumania, vertelde regisseur Peyton Reed dat er voldoende ruimte was om te spelen met elementen uit de eerste en tweede film. Zo noemde hij expliciet de Quantum Realm, die in Ant-Man werd geïntroduceerd en verder werd uitgediept in Ant-Man and the Wasp. Hij was er zeker van dat er een derde Ant-Man film in de pijplijn zat bij Marvel Studios.
Reed zette zijn handtekening onder een derde Ant-Man film in november 2019. Rudd kwam terug als Ant-Man, net als Lilly en Douglas. Ondanks dat Marvel in films zoals Doctor Strange: In The Multiverse of Madness niet koos voor de oorspronkelijke regisseur en met nieuwe, frisse regisseurs wenste te werken, is Reed een uitzondering. Volgens producenten heeft Reed "echt grip op zijn Ant-Man universum" en willen zij "Reed zijn franchise af zien maken."
De productie stond gepland te beginnen in januari 2021. Door de uitbraak van het COVID-19 virus moest de productie vroegtijdig stoppen. De eerste scenes van Rudd werden op 13 juli gefilmd in Pinewood Studios in Buckinghamshire, onder de werktitel Dust Bunny. Rond diezelfde tijd vloog Douglas naar Londen voor zijn eerste scenes. Ook werd in het productieproces gebruikgemaakt van de StageCraft technologie van Industrial Light & Magic (ILM), een techniek die Reed al toepaste voor zijn werk aan de Star Wars televisieserie The Mandalorian voor Disney+.
In juli 2021 startten de geruchten dat Corey Stroll opnieuw in zijn rol als Yellowjacket uit Ant-Man gaat kruipen.
De première voor Ant Man and the Wasp: Quantumania was op 6 februari 2023 in Los Angeles en de film kwam in de Belgische en Nederlandse bioscopen op 15 februari. Het is de 31e film uit het Marvel Cinematic Universe (MCU) en maakt deel uit van fase 5 van de MCU.